# クロハツモドキ
クロハツモドキ（黒初擬、学名: Russula densifolia）は、茶色から白色のキノコで、赤色から黒色に色が変わる。毒キノコであり、子実体を食べると、消化器系の中毒を起こし、場合によっては死に至るおそれがある。地方名では、クロヂワレ（長野県）、シチベエ（秋田県）ともよばれる。

## 分布
北半球の針葉樹林や広葉樹林の林内の地上に分布。

## 形態
子実体は傘と柄からなる。傘径は6 - 10センチメートル (cm) 。はじめは窪んだまんじゅう形で、生長すると漏斗形になる。傘の表側は平滑・無毛で、湿っているときは粘性がある。表面は幼菌のとき類白色で、のちに黒褐色や黒色、灰褐色となる。
傘の裏側のヒダは、幅広く密生し細かい。柄に対して離生し、白色から淡黄土色で、のち老成し、黒色を帯びる。胞子は表面にアミロイドの装飾物をつける。
柄は3 - 5 cm。太い棒状で、中実から髄状。表面は白色から黒色になる。傷つけるとすぐ赤く変色し、のち黒くなる。
肉は白色で、無味無臭。肉は傷つくと赤色になり、のちゆっくりと黒色になる。また、空気に触れるとすぐに赤くなる。

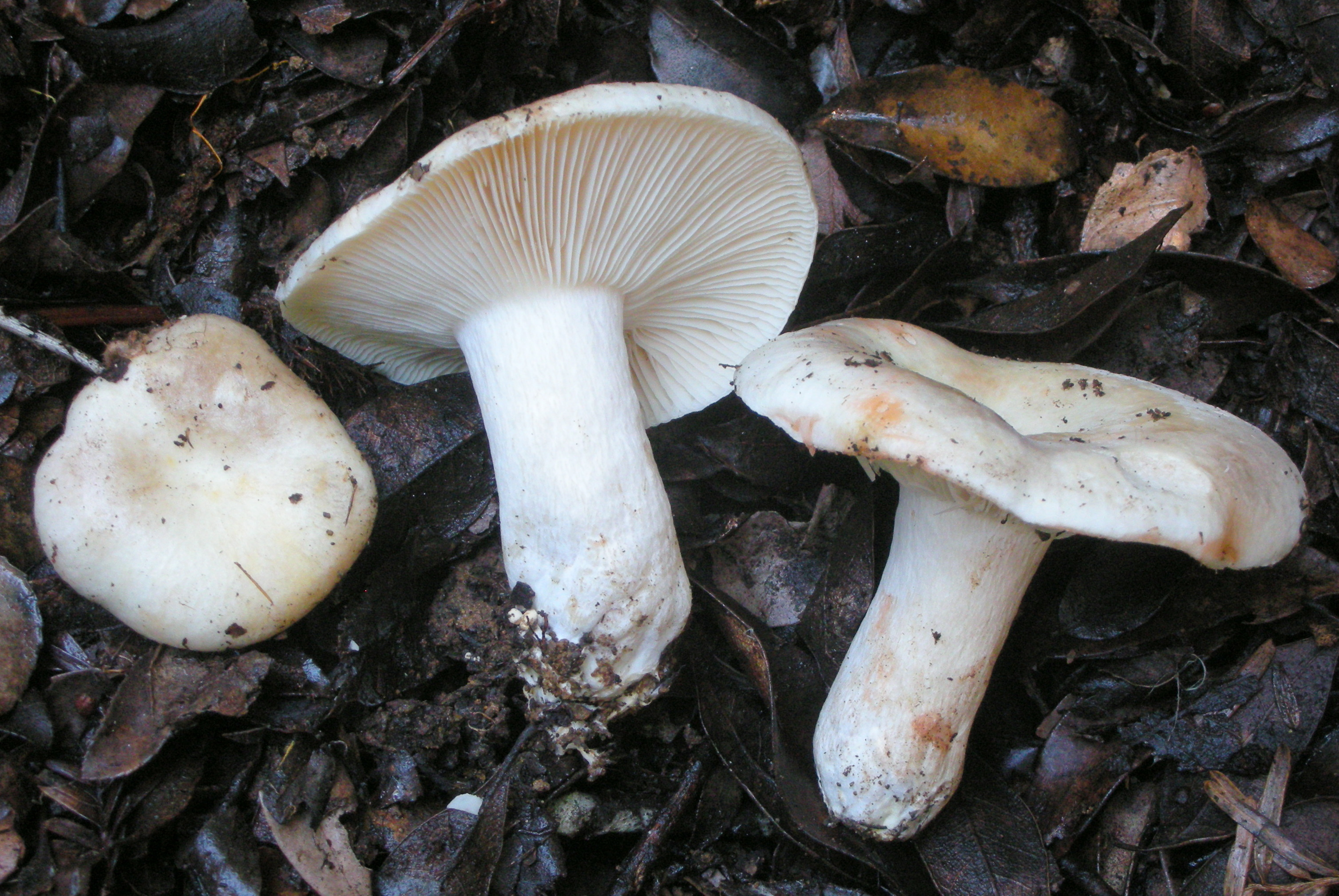
クロハツモドキの子実体
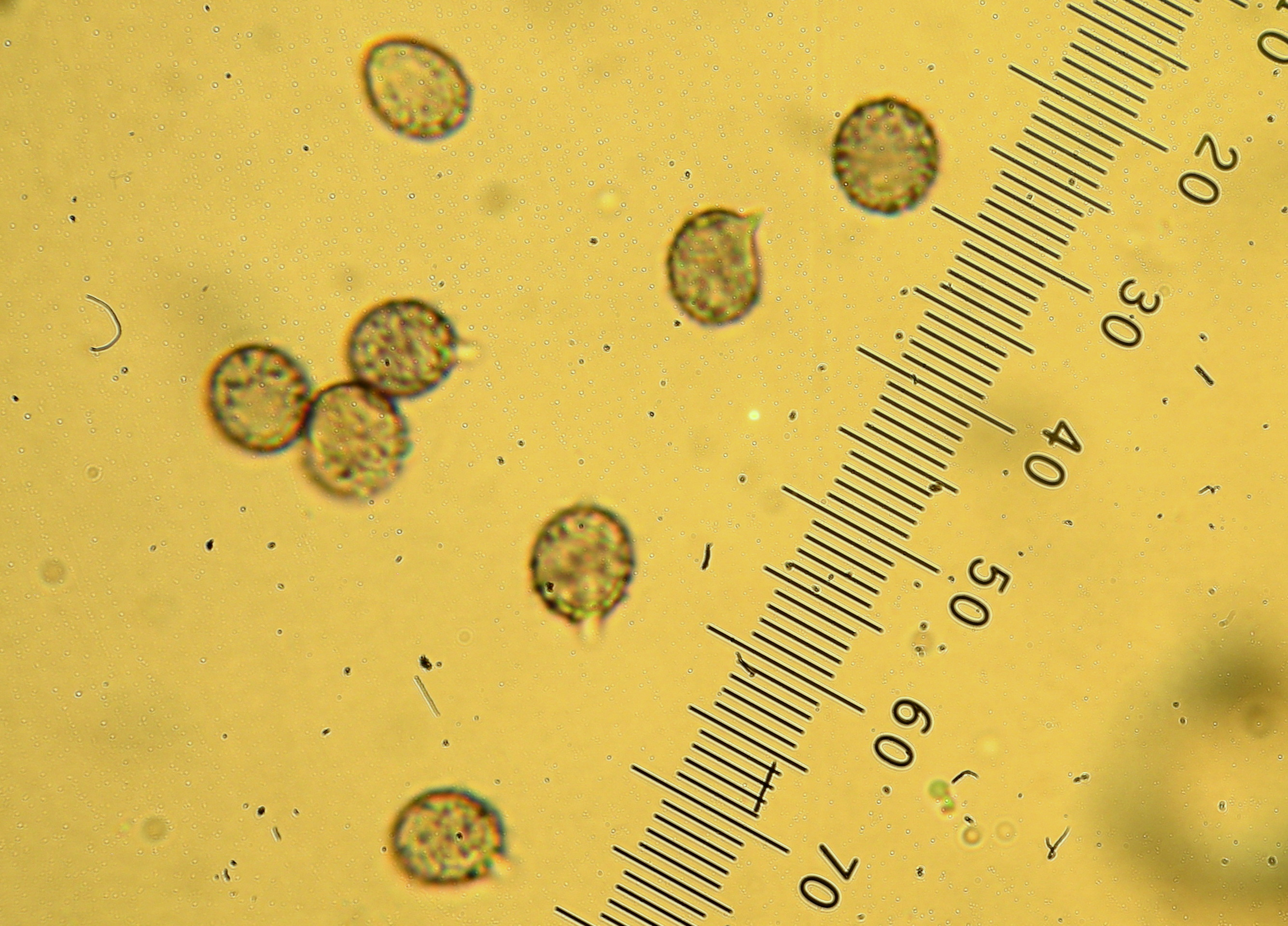
胞子の顕微鏡画像
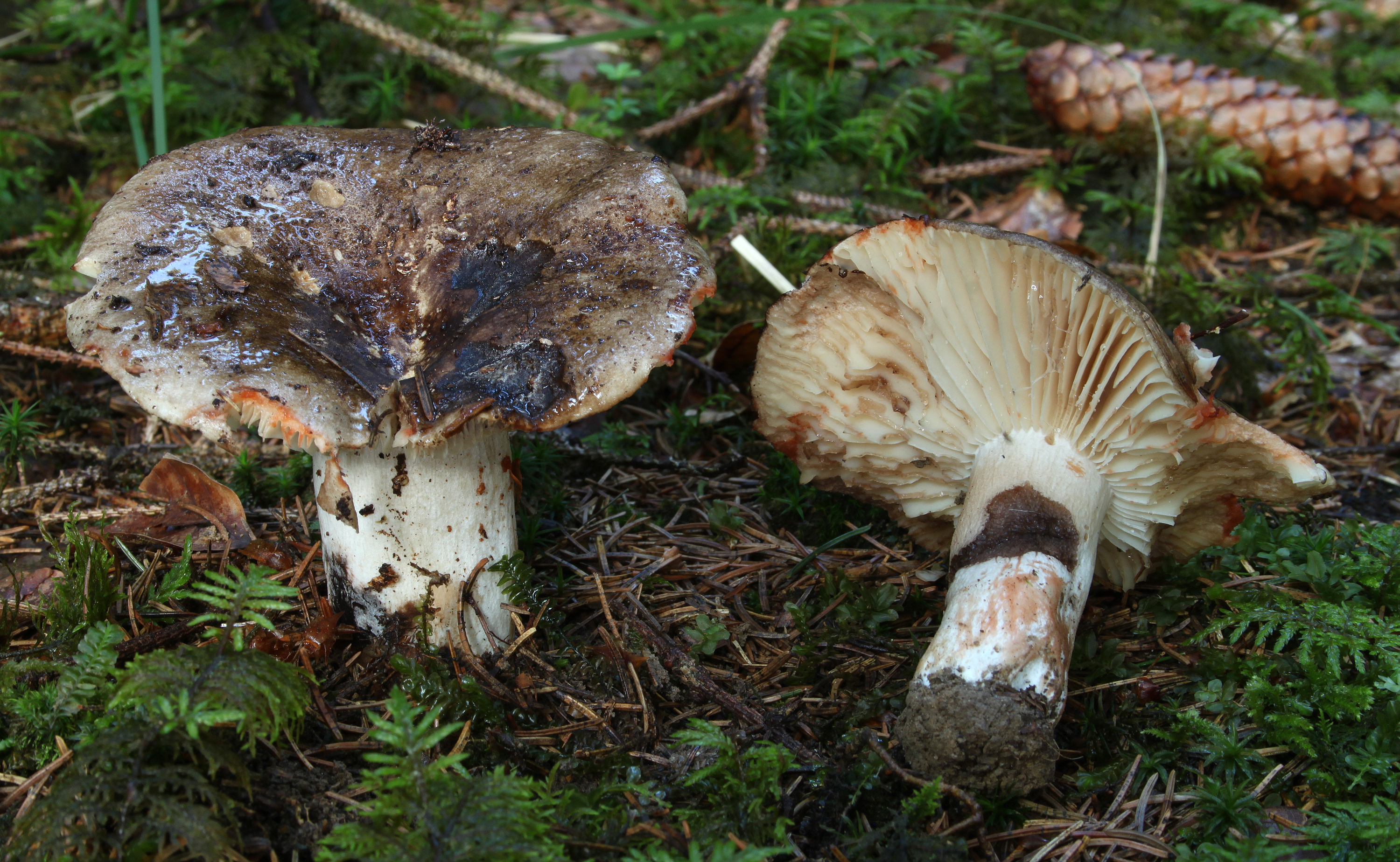
表皮は老成や傷、肉は傷や空気に触れると、赤くなりすぐ黒くなる

## 生態
夏から秋に、針葉樹林や広葉樹林、落葉樹林内にもはえる。菌根菌。

## 毒
毒成分は不明だが、子実体を食べると嘔吐、下痢などの胃腸系の中毒を起こすことがある。過去には生食しなければ問題ないとされたこともあったが、今では死に至る可能性も指摘されている。